# 松場貴志
松場 貴志（まつば たかし、1991年9月26日 - ）は、日本の男性総合格闘家。愛知県出身。パラエストラ加古川所属。第2代GRACHANフライ級王者。初代GLANDフライ級王者。

## 来歴
17歳でレスリングを始める。その後、総合格闘技を始め、アマチュアMMAで13勝1敗の好成績を上げた。
2018年9月9日、GRCHAN 36でGRACHANフライ級タイトルマッチを行い山本聖悟と対戦し、3Rにグラウンド状態でパウンドと肘打ちの連打でTKO勝ち。GRACHANフライ級王者となった。
2019年12月27日、GRACHAN42 × GLADIATOR 011で行われた初代GRANDフライ級王座決定戦でGLADIATORフライ級王者のNavEと対戦し、3-0の判定勝ちを収め、9連勝。初代GRANDフライ級王者となった。
2021年11月28日、RIZIN TRIGGER 1stでZSTフライ級王者の竿本樹生と対戦し、松場の勝ちでもおかしくない互角の展開となるも1-2の判定負けを喫した。
2024年2月4日、GRACHAN 67でGRACHANフライ級タイトルマッチを行い挑戦者の御代川敏志と対戦。3Rに松場が左肩を脱臼したことでタップ。負傷によるTKO負けとなり、王座防衛とならなかった。試合後には、レフェリーが試合を止めた後に御代川が松場に攻撃を加えたことで御代川にイエローカードが提示された。

## 戦績

### 総合格闘技
| 総合格闘技 戦績 | 総合格闘技 戦績 | 総合格闘技 戦績 | 総合格闘技 戦績 | 総合格闘技 戦績 | 総合格闘技 戦績 | 総合格闘技 戦績 |
| --------------- | --------------- | --------------- | --------------- | --------------- | --------------- | --------------- |
| 25 試合         | (T)KO           | 一本            | 判定            | その他          | 引き分け        | 無効試合        |
| 14 勝           | 1               | 5               | 8               | 0               | 1               | 0               |
| 9 敗            | 3               | 1               | 5               | 0               | 1               | 0               |

| 勝敗 | 対戦相手               | 試合結果                              | 大会名                                                    | 開催年月日     |
|      | 斎藤璃貴               | 試合前                                | DEEP OSAKA IMPACT 2025 2nd ROUND                          | 2025年6月29日  |
| ×    | 飴山聖也               | 1R 0:29 TKO（右フック→パウンド）      | DEEP OSAKA IMPACT 2024 4th ROUND                          | 2024年12月22日 |
| ×    | 山内渉                 | 5分2R終了 判定0-3                     | POUNDOUT 1                                                | 2024年10月5日  |
| ×    | 御代川敏志             | 3R 1:44 TKO（左肩の負傷）             | GRACHAN 67 【GRACHANフライ級タイトルマッチ】              | 2024年2月4日   |
| ○    | 松岡ハヤト             | 2R 3:00 リアネイキッドチョーク        | DEEP OSAKA IMPACT 2023 2nd ROUND                          | 2023年7月30日  |
| ○    | 早坂優瑠               | 5分2R終了 判定3-0                     | DEEP OSAKA IMPACT 2023 1st ROUND                          | 2023年4月2日   |
| ×    | 本田良介               | 5分3R終了 判定0-5                     | DEEP 111 IMPACT 【DEEPフライ級グランプリ2回戦】           | 2022年12月11日 |
| ×    | 竿本樹生               | 5分3R終了 判定1-2                     | RIZIN TRIGGER 1st                                         | 2021年11月28日 |
| ×    | 安谷屋智弘             | 5分2R終了 判定0-3                     | DEEP 100 IMPACT～20th Anniversary～                       | 2021年2月21日  |
| ○    | NavE                   | 5分3R終了 判定3-0                     | GRACHAN42 × GLADIATOR 011 【初代GRANDフライ級王座決定戦】 | 2019年12月22日 |
| ○    | 山本聖悟               | 3R 3:53 TKO（グラウンド状態の肘打ち） | GRACHAN 36 【GRACHANフライ級王座決定戦】                  | 2018年9月9日   |
| ○    | 吉岡弘晃               | 5分2R終了 判定3-0                     | GRACHAN 35                                                | 2018年5月27日  |
| ○    | ジュリアン・ベンステン | 1R 1:10 肩固め                        | GRACHAN 33                                                | 2018年1月28日  |
| ○    | 上原佑介               | 5分2R終了 判定3-0                     | GRACHAN 28                                                | 2018年2月26日  |
| ○    | 盛坪チャッピー大樹     | 5分2R終了 判定3-0                     | GRACHAN 26                                                | 2016年12月12日 |
| ○    | 秋葉太樹               | 3R 2:40 腕ひしぎ十字固め              | PANCRASE 大阪大会                                         | 2015年12月23日 |
| ○    | Mutsuya                | 1R 0:33 リアネイキッドチョーク        | WARDOG CAGE FIGHT 5                                       | 2015年7月18日  |
| ○    | 小林優                 | 3分3R終了 判定3-0                     | PANCRASE 261                                              | 2014年10月5日  |
| ×    | 中山ハルキ             | 5分3R終了 判定0-3                     | Bayside FIGHT.3                                           | 2014年4月20日  |
| ○    | 谷口 No-K 友康         | 2R 3:44 リアネイキッドチョーク        | HEAT 30                                                   | 2014年2月23日  |
| ×    | 島崎巧                 | 1R 1:24 リアネイキッドチョーク        | Bayside FIGHT                                             | 2013年9月1日   |

## 獲得タイトル
- 第2代GRACHANフライ級王座
- 初代GRANDフライ級王座

### 試合映像
1. ↑  『【試合映像】竿本樹生 vs. 松場貴志 / Tatsuki Saomoto vs. Takashi Matsuba - RIZIN TRIGGER 1st』RIZIN公式YouTubeチャンネル、2021年。